# الطاهر وطار
الطاهر وطار (وُلد 15 أغسطس 1936 في سوق أهراس - وتوفي 12 أغسطس 2010)، كاتب وروائي جزائري. 

## حياته
ولد في بيئة ريفية وأسرة أمازيغية تنتمي إلى عرش الحراكتة الذي يتمركز في إقليم يمتدّ من باتنة غربا (حركتة المعذر) إلى خنشلة جنوبا إلى ما وراء سدراتة شمالا وتتوسّطه مدينة الحراكتة: عين البيضاء، ولد الطاهر وطار بعد أن فقدت أمه ثلاثة بطون قبله، فكان الابن المدلل للأسرة الكبيرة التي يشرف عليها الجد المتزوج بأربع نساء أنجبت كل واحدة منهن عدة رجال لهم نساء وأولاد أيضا.[بحاجة لمصدر]
كان الجد أميا، لكن له حضور اجتماعي قوي، فهو الحاج الذي يقصده كل عابر سبيل، حيث يجد المأوى والأكل، وهو كبير العرش الذي يُحتكم عنده، وهو المعارض الدائم لممثلي السلطة الفرنسية، وهو الذي فتح كتابا لتعليم القرآن الكريم بالمجان، وكان يوقد النار في رمضان إيذانا بحلول ساعة الإفطار، لمن لا يبلغهم صوت الحفيد المؤذن. يقول الطاهر وطار، إنه ورث عن جده الكرم والأنفة، وورث عن أبيه الزهد والقناعة والتواضع، وورث عن أمه الطموح والحساسية المرهفة، وورث الفنّ عن خاله الذي بدد تركة أبيه الكبيرة في الأعراس والزهو. تنقل الطاهر مع أبيه بحكم وظيفته البسيطة في عدة مناطق حتى استقر به المقام في قرية مداوروش التي لم تكن تبعد عن مسقط رأسه بأكثر من 20 كلم. هناك اكتشف مجتمعا آخر غريبا في لباسه وغريبا في لسانه، وفي كل حياته، فاستغرق في التأمل وهو يتعلم أو يعلم القرآن الكريم. 
التحق بمدرسة جمعية العلماء التي فتحت في 1950 فكان من ضمن تلاميذها النجباء. أرسله أبوه إلى قسنطينة ليتفقه في معهد الإمام عبد الحميد بن باديس في 1952. انتبه إلى أن هناك ثقافة أخرى موازية للفقه ولعلوم الشريعة، وهي الأدب، فالتهم في أقل من سنة ما وصله من كتب جبران خليل جبران ومخائيل نعيمة، وزكي مبارك وطه حسين والرافعي وألف ليلة وليلة وكليلة ودمنة.
يقول الطاهر وطار في هذا الصدد: 
| الطاهر وطار | الحداثة كانت قدري ولم يملها علي أحد. | الطاهر وطار |

راسل مدارس في مصر فتعلم الصحافة والسينما، في مطلع الخمسينات. التحق بتونس في مغامرة شخصية في 1954 حيث درس قليلا في جامع الزيتونة.
في 1956 انضم إلى جبهة التحرير الوطني وظل يعمل في صفوفها حتى 1984. تعرف عام 1955على أدب جديد هو أدب السرد الملحمي، فالتهم الروايات والقصص والمسرحيات العربية والعالمية المترجمة، فنشر القصص في جريدة الصباح وجريدة العمل وفي أسبوعية لواء البرلمان التونسي وأسبوعية النداء ومجلة الفكر التونسية. استهواه الفكر الماركسي فاعتنقه، وظل يخفيه عن جبهة التحرير الوطني، رغم أنه يكتب في إطاره.

### عمله في الصحافة
عمل في الصحافة التونسية: لواء البرلمان التونسي والنداء التي شارك في تأسيسها، وعمل في يومية الصباح، وتعلم فن الطباعة. 
- أسس في 1962 أسبوعية الأحرار بمدينة قسنطينة وهي أول أسبوعية في الجزائر المستقلة،
- أسس في 1963 أسبوعية الجماهير بالجزائر العاصمة أوقفتها السلطة بدورها،
- أسس  1973 أسبوعية الشعب الثقافي وهي تابعة لجريدة الشعب، أوقفتها السلطات في 1974 لأنه حاول أن يجعلها منبرا للمثقفين اليساريين.

### عمله السياسي
من 1963 إلى 1984 عمل بحزب جبهة التحرير الوطني عضوا في اللجنة الوطنية للإعلام مع شخصيات مثل محمد حربي، ثم مراقبا وطنيا حتى أحيل على المعاش وهو في سن 47.
كما شغل منصب مدير عام للإذاعة الجزائرية عامي 91 و1992. عمل في الحياة السرية معارضا لانقلاب 1965 حتى أواخر الثمانينات واتخذ موقفا رافضا لإلغاء انتخابات 1992 ولإرسال آلاف الشباب إلى المحتشدات في الصحراء دون محاكمة، ويهاجم كثيرا عن موقفه هذا، وقد همش بسببه.
كرس حياته للعمل الثقافي التطوعي وهو يرأس ويسير الجمعية الثقافية الجاحظية منذ 1989 وقبلها كان حول بيته إلى منتدى يلتقي فيه المثقفون كل شهر.

### السيناريوهات
مساهمات في عدة سيناريوهات لأفلام جزائرية حيث حول قصة نوة من مجموعة دخان من قلبي إلى فيلم من إنتاج التلفزة الجزائرية نال عدة جوائز. كما حُولت قصة الشهداء يعودون هذا الأسبوع إلى مسرحية نالت الجائزة الأولى في مهرجان قرطاج. مثلت مسرحية الهارب في كل من المغرب وتونس.

## مواضيع الطاهر وطار
يقول إن همه الأساسي هو الوصول إلى الحد الأقصى الذي يمكن أن تبلغه البرجوازية في التضحية بصفتها قائدة التغييرات الكبرى في العالم. ويقول إنه هو في حد ذاته التراث. وبقدر ما يحضره بابلو نيرودا يحضره المتنبي أو الشنفرى. كما يقول:
| الطاهر وطار | أنا مشرقي لي طقوسي في كل مجالات الحياة، وأن معتقدات المؤمنين ينبغي أن تحترم. | الطاهر وطار |

عمل وطار في عدة ميادين ونشاطات سياسية، وتنوعت أعماله بين مجموعات قصصية ومسرحيات وروايات وترجمات من الفرنسية إلى العربية. تد رس أعمال الطاهر وطار في مختلف الجامعات في العالم وتعد عليها رسائل عديدة لجميع المستويات.

## مؤلفاته

### المجموعات القصصية
- دخان من قلبي تونس 1961 الجزائر 1979و 2005
- الطعنات الجزائر 1971و2005
- الشهداء يعودون هذا الشهر (العراق 1974 الجزائر 1984 و2005) ترجم

### المسرحيات
- على الصفة الأخرى (مجلة الفكر تونس أواخر الخمسينات).
- الهارب (مجلة الفكر تونس أواخر الخمسينات) الجزائر 1971 و2005.
- الشهداء يعودون هذا الاسبوع.

### الروايات
- اللاز (الجزائر 1974 بيروت1982و1983 ؛ الجزائر 1981 و2005). رواية اللاز أول رواية نشرها الكاتب الجزائري الطاهر وطار وذلك سنة 1974 وهي تعالج الصراع بين الثوار والثوار أيام الثورة التحريرية، حيث ذبح بعض الشيوعيين والمثقفين بسبب انتماءاتهم الأيديولوجية، نشرت هذه الرواية في أكثر من بلد، وبأكثر من لغة، وهي تدرس إلى جانب رواية الأم لمكسيم غوركي والعقب الحديدية لجاك لندن، في المدارس النقابية والحزبية. وأهم عمل للروائي جعل شهرته تقفز.
- الزلزال (بيروت 1974 الجزائر 1981 و2005). ترجمها إلى الإنجليزية ويليام غرانارا، وإلى الألمانية هيلغا والتر (ISBN 3922825478)
- الحوادت والقصر الجزائر جريدة الشعب في 1974 وعلى حساب المؤلف في 1978 القاهرة 1987 والجزائر 2005). ترجم
- عرس بغل (بيروت عدة طبعات بدءا من 1983القاهرة 1988 الجزائر في 1981 و2005). ترجم
- العشق والموت في الزمن الحراشي (بيروت 1982 و1983 الجزائر 2005).
- تجربة في العشق (بيروت _1989 الجزائر 1989و2005).
- رمانة (الجزائر 1971 و1981 و2005).
- الشمعة والدهاليز (الجزائر 1995 و2005 القاهرة 1995 الأردن1996 ألمانيا دار الجمل2001؟).
- الولي الطاهر يعود إلى مقامه الزكي (الجزائر 1999 و2005 المغرب 1999 ألمانيا دار الجمل ؟2001). ترجم
- الولي الطاهر يرفع يديه بالدعاء (الجزائر جريدة الخبر وموفم 2005 القاهرة أخبار الأدب 2005).
- قصـيد في التذلل (القـاهرة ـ دار كيـان 2010)

### الترجمات
- ترجمة ديوان للشاعر الفرنسي فرنسيس كومب بعنوان الربيع الأزرق (َApprentis du printemps) - الجزائر 1986.

## وصلات خارجية
- الطاهر وطار على موقع أرشيف الشارخ.
- يمكن التعرف عليه أكثر بزيارة موقعه الرسمي
- مركز النور. حيدر طالب الأحمر. الموقع الإلكتروني